# 1507 Vaasa
1507 Vaasa (1939 RD) là một tiểu hành tinh vành đai chính, được Liisi Oterma phát hiện tại Turku ngày 12.9.1939